# Lili Marberg
Lili Marberg (Grimma, 9 dicembre 1876 – Vienna, 8 aprile 1962) è stata un'attrice tedesca.

## Biografia
Marberg è nata a Grimma, che all'epoca era parte del Regno di Sassonia, in seguito confederato all'Impero tedesco.
Figlia di un insegnante, ha studiato pianoforte e inglese al Conservatorio di Dresda, decidendosi poi di dedicarsi alla recitazione. Lavorò a Zwickau, Elberfeld, Barmen. Successivamente fu impegnata al Teatro Thalia di Amburgo e allo Schauspielhaus di Monaco di Baviera dove nel 1903 suscitò scalpore recitando nel ruolo di Salomè nell'opera di Oscar Wilde che rimase nella programmazione del teatro per alcuni anni, prima di essere assunta al "Deutschen Volkstheater" di Vienna nel 1907, quale nuova attrice al posto di Helene Odilon. Famoso è il ritratto della Salomè dipinto da Leopold Schmutzler dove l'attrice eseguiva la danza dei sette veli.

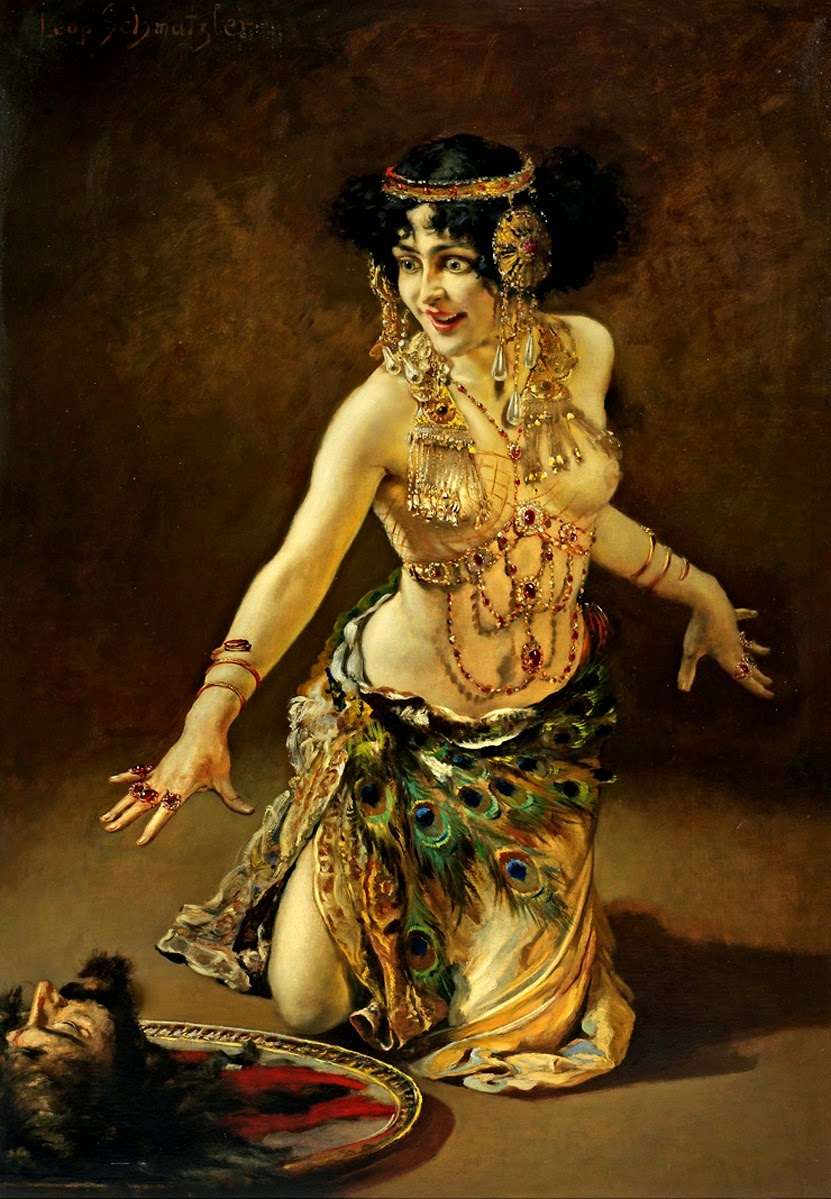
Leopold Schmutzler, Lili Marberg in Salome, 1905. Coll. Daulton, USA

Calcò le scene per il Burgtheater di Vienna dal 1911 al 1950, divenendone componente onorario dal 1936 di quel teatro. Sul palcoscenico ha interpretato ruoli in opere teatrali di Frank Wedekind, Gerhart Hauptmann e Henrik Ibsen. Nello stesso anno apparve nel suo unico film sonoro, Silhouetten, diretto da Walter Reisch e da Lotte Reiniger, in cui recita nella parte della signorina Munk. In precedenza era apparsa come interprete, a quanto è dato sapere, in due film muti nel 1915 (Das Kriegspatenkind di Emil Leyde) e nel 1919 (Az összeesküvök di Emil Justitz).

## Vita privata
Marberg era sposata con l'architetto Karl Hans Jaray (1872-1944). Il figlio, che il marito aveva avuto dal precedente matrimonio, diventò l'attore Hans Jaray (1906-1990). Il padre manifestò la propria contrarietà alle sue aspirazioni verso il teatro ed il cinema, ma il ragazzo fu sostenuto sia dalla madre naturale che dalla moglie Lili Marberg. Anni dopo, Hans fu perseguitato perché ritenuto ebreo e fuggì in America, quando l'Austria fu annessa alla Germania (Anschluss), per tornare a Vienna dopo la guerra dove conseguì un buon successo come attore, regista ed autore.